# Пискарёв, Иван Васильевич
Ива́н Васи́льевич Пискарёв (12 апреля 1901 года — 4 мая 1973 года) — советский военнослужащий войск НКВД СССР, Герой Советского Союза (18.09.1943). Полковник.

## Биография
Родился 12 апреля 1901 года в деревне Мелехово (ныне — в Гагаринском районе Смоленской области).
Окончил четырёхклассную школу, затем партийный институт города Ленинграда.
В РККА с июля 1920 года, участвовал в Гражданской войне, воевал против банд Махно.
Член ВКП(б) с 1932 года, в этом же году окончил курсы «Выстрел». В 1941 году окончил Высшую школу войск НКВД СССР.
В Великой Отечественной войне с 1941 года. В первые месяцы войны сражался на Украине.
С момента формирования в июле 1942 года командовал 290-м отдельным стрелковым полком войск НКВД СССР. Полк формировался и нёс службу по охране дорог и военных объектов в ближнем тылу действующей армии на Северном Кавказе. С апреля 1943 года полк под его командованием действовал в районе Новороссийска, в том числе 5 месяцев держал оборону на плацдарме «Малая земля» в районе Мысхако. Полк неоднократно отличился в боях.
Вместе с морским десантом 10 сентября 1943 года высадился в Новороссийском порту и принял непосредственное участие в освобождении города от войск противника. Группа в 50 воинов НКВД была высажена в район пристани Элеваторная, в стороне от места высадки главных сил десанта, и сразу оказалась под шквальным огнём противника. Понимая, что на причале ей грозит немедленное уничтожение, подполковник Пискарёв повёл группу в атаку, в результате которой противник был выбит из ближайшего к пристани каменного дома. Группа заняла в нём круговую оборону. Сначала немцы пытались выбить бойцов из дома, но понесли большие потери в ряде безуспешных контратак. Тогда немцы открыли по зданию артиллерийско-миномётный огонь и подожгли его. В критической обстановке подполковник Пискарёв возглавил новую атаку, в которой были отбиты ещё два здания, а затем массивное сооружение портового элеватора. В нём бойцы прочно удерживали оборону до соединения с главными силами на протяжении 4-х суток. В этих боях были уничтожены десятки немецких солдат. Затем принимал участие в очищении от немцев северных кварталов города. После завершения освобождения Новороссийска 16-го сентября его полк приступил к несению гарнизонной службы в городе.
Указом Президиума Верховного Совета СССР от 18 сентября 1943 года за умелое командование стрелковым полком, мужество и героизм, проявленные в борьбе с немецко-фашистскими захватчикам, подполковнику Пискарёву присвоено звание Героя Советского Союза.
Приказом Верховного Главнокомандующего Иосифа Виссарионовича Сталина 290-й отдельный стрелковый полк войск НКВД СССР был удостоен почётного наименования «Новороссийский».
После войны Пискарёв продолжил службу в войсках НКВД СССР.
Принимал участие в соревнованиях по пулевой стрельбе. В 1948 году выполнил норму мастера спорта. Также занимался судейской деятельностью, судья республиканской категории по пулевой стрельбе.
В 1950 году полковник Пискарёв уволен в запас. Жил в Минске.
Умер 4 мая 1973 года. Похоронен на Восточном кладбище Минска.

## Награды и звания
- медаль «Золотая Звезда» № 1235 Героя Советского Союза (18.09.1943).
- Два ордена Ленина (18.09.1943, 30.04.1946).
- Два ордена Красного Знамени (3.11.1944, 15.01.1945).
- Два ордена Отечественной войны I степени (25.08.1943, 21.09.1945).
- Другие награды.